# Sophie de Legnica
 (décembre 2024).
Sophie de Legnica (1525 - 6 février 1546) est la fille de Frédéric II de Legnica, duc de Liegnitz, Brzeg, et Wohlau, et de sa seconde épouse, Sophie de Brandebourg-Ansbach-Kulmbach (1485 - 1537).
Sophie, qui grandit en tant que protestante, épouse le 15 février 1545 le futur prince électeur Jean II Georges de Brandebourg. Elle meurt avant qu'il accède à l'électorat et ne règne jamais comme électrice de Brandebourg. Son fils (et seul enfant), Joachim III Frédéric de Brandebourg, devient électeur en 1598.